# Hypnodendron dendroides
Hypnodendron dendroides är en bladmossart som beskrevs av Andries Touw 1971. Hypnodendron dendroides ingår i släktet Hypnodendron och familjen Hypnodendraceae. Inga underarter finns listade i Catalogue of Life.